# Mezinárodní federace ledního hokeje
Mezinárodní federace ledního hokeje (anglicky International Ice Hockey Federation, zkratka IIHF) je federace národních hokejových asociací řídící sportovní odvětví lední hokej a inline hokej pro muže i ženy, se sídlem v Curychu. Byla založena v roce 1908, do roku 1957 pod názvem Ligue Internationale de Hockey sur Glace (LIHG). V současnosti má 82 členů.
Mezinárodní federace ledního hokeje organizuje většinu významných mezinárodních turnajů v ledním hokeji, s výjimkou Světového poháru. Má výrazný vliv na hokejové dění hlavně v Evropě. Evropské národní ligové soutěže respektují hokejová pravidla stanovená IIHF a ta organizuje turnaje pro profesionální kluby a i pro národní výběry. IIHF má tak jistou rozsáhlou pravomoc v oblasti udělování trestů pro hráče, vydávání celoevropských zákazů činnosti. Proti rozhodnutí IIHF se může hráč odvolat na Sportovní arbitrážní soud v Lausanne ve Švýcarsku.
Vliv IIHF je výrazně nižší v Severní Americe,[zdroj?] kde je dominantní hokejovou autoritou NHL.

## Založení
Na dny 15. a 16. května 1908 svolal Louis Magnus do Paříže schůzku, které se zúčastnili kromě něho další dva francouzští zástupci R. Planque a Robert van der Hoeven, dva Belgičané Eddie Declercq a Eduard Malaret, dva Švýcaři Eduard Mellor a L. Dufour a jeden Angličan, pan Mavrogrodato. Pozvánku dostali i Rusko a Německo, ale nedostavili se. Z dvoudenní debaty vzešlo rozhodnutí založit mezinárodní federaci ledního hokeje pod názvem Ligue Internationale de Hockey sur Glace (LIHG) a ihned byli zvoleni první funkcionáři. L. Magnus se stal předsedou a jeho krajan Robert Planque, jeden z účastníků schůzky, generálním sekretářem. Účastníci se rozjeli domů, kde referovali o událostech v Paříži a národní svazy se postupně přihlašovali za členy LIHG. Přihlášky přicházely v následujícím pořadí:
| Datum         | Člen                     |
| ------------- | ------------------------ |
| 20. října     | Francie                  |
| 15. listopadu | České království (Čechy) |
| 19. listopadu | Velká Británie           |
| 23. listopadu | Švýcarsko                |
| 8. prosince   | Belgie                   |

## Vstup Čech do LIHG
Dosavadní česká literatura označovala Emila Procházku za funkcionáře poněkud dobrodružné povahy. Nález zásadních dokumentů o založení Českého svazu ledního hokeje v archívu Zemského místodržitelství – Procházkovy žádosti o schválení stanov a odpovědi příslušného orgánu naznačuje, že se spíše jednalo o neobyčejně energického muže, který nehodlal ztrácet čas.
O schůzce, svolané Magnusem na 15. – 16. května 1908 do Paříže, se dozvěděl někdy v následujících měsících. Vzhledem k tomu, že byl zvyklý jednat co nejrychleji, můžeme usuzovat, že to bylo až na podzim, protože pozvánku na ustavující schůzi Českého svazu ledního hokeje rozesílal 28. října. Také po setkání v hostinci U Karla IV. pracoval s neobyčejnou intenzitou. Návrhy stanov, které účastníci přednesli, si přinesl domů 6. listopadu večer a již 11. listopadu předložil hotový text na místodržitelství. Na jeho vypracování měl čtyři dny, což byl – vzhledem k tomu, že musel také chodit do zaměstnání – úctyhodný výkon.
V hostinci U Karla IV. Procházka oznámil, že již odeslal přihlášku Čech do LIHG; ta dorazila do Paříže 15. listopadu, tedy čtyři dny předtím, než úředník Českého místodržitelství opatřil Procházkovu žádost schvalujícím razítkem. To byl tedy jediný okamžik, kdy Procházka zahrál vabank a pokusil se trochu přelstít čas.
Čechy tak v pořadí zemí, vstupujících do LIHG, předstihly Anglii, Švýcarsko a Belgii.
Často citovaným faktem je, že Čechy byly spoluzakladateli Mezinárodní federace ledního hokeje. Zase to není jednoznačné; budeme-li považovat za okamžik vzniku LIHG květnovou schůzku v Paříži, je to jasné – český zástupce tam nebyl. Ale ověřenou skutečností je, že Český hokejový svaz do organizace vstoupil jako druhý a byl mezi prvními pěti svazy, které LIHG v roce svého vzniku sdružovala.

## Členy LIHG nebyly jen samostatné státy
Po založení LIHG se vyskytli kritici, kteří poukazovali na fakt, že Čechy nejsou samostatný stát, a proto nemohou být členem LIHG. Ovšem ani později nebyly do LIHG (či IIHF) přijímány jen suverénní státy:
- V letech 1911 – 1920 patřilo členství v LIHG klubu Oxford Canadiens, tvořenému kanadskými vysokoškoláky studujícími v Anglii.[7]
- Roku 1920 vstoupila do LIHG Kanada, která v té době byla britským dominiem. Nezávislost na Britském impériu získávala postupně:
  - 1867 Vytvořeno spojené dominium Kanadská konfederace, založen Kanadský parlament
  - 1919 Zástupci Kanady podepsali Versailleskou smlouvu, kterou byla ukončena 1. světová válka (přestože Kanada do války vstoupila automaticky – jako součást Britského impéria). Zároveň se tímto aktem Kanada stala zakládajícím členem Společnosti národů
  - 1931 Westminsterský status – získání suverenity
  - 1982 Canada Act – zákon Britského parlamentu, kterým se vzdal svých posledních pravomocí nad Kanadou
- V letech 1933 – 1936 bylo členem IIHF Dominium Newfoundland, které roku 1934 ztratilo vlivem hospodářské krize svoji autonomii a bylo od té doby spravováno šestičlennou komisí (3 Britové + 3 Newfoundlanďané).

## Historie
1909
- Od 23. do 25. ledna se konal v Chamonix první velký turnaj v „kanadském“ hokeji, za účasti Francie (zastupované CP Paříž), Belgie (FPB Brusel), Velká Británie (Prince's IHC Londýn), Švýcarsko (CP Lausanne) a výběru Čech.[8][9]

- Od 22. do 25. ledna se konal druhý kongres LIHG v Chamonix. LIHG definuje vlastní pravidla hry a soutěže. Je rozhodnuto pořádat každoročně evropský šampionát.
- 19. září se stalo Německo šestým členem LIHG.

1910
- Ve dnech 10. – 12. ledna proběhlo první Mistrovství Evropy v ledním hokeji v Les Avants u Montreux. Šampionátu se zúčastnil jako neoficiální host Oxford Canadiens.

1911
- LIHG přebrala kanadská pravidla s platností pro všechny členské země.
- Od 17. 2. do 25. 9. téhož roku bylo členem Rusko.
- 17. 2. byl do LIHG přijat klub Oxford Canadiens.

1912
- ME v Praze bylo anulováno, neboť se jej zúčastnilo také Rakousko, které nebylo členem LIHG.[10][11]

- 18. 3. bylo do LIHG přijato Rakousko, 23. 3. Švédsko a Lucembursko.

1914
- Na kongresu v Berlíně odstoupil předseda LIHG Henri van den Bulcke a do čela organizace se vrátil Louis Magnus. Ani jemu se však nesplnily představy o vedení LIHG, takže rezignoval a vedení organizace se ujal B. M. Patron z Anglie. Mimořádný kongres, který ihned svolal, zvolil za prezidenta znovu van den Bulckeho. To vše se odehrálo během několika hodin.[10]

1914 – 1918
- Během první světové války byla přerušena činnost LIHG.

1920
- Na letních olympijských hrách v Antverpách byl lední hokej zařazen jako ukázkový sport. Účastnily se i celky ze zámoří Kanada a USA.
- Na kongresu LIHG, který se konal během olympijského turnaje bylo vyloučeno Německo a Rakousko, novými členy se staly 26. 4. Kanada a USA. Zároveň se převedlo členství Čech na nově vzniklý stát Československo. Pod vlivem zámoří došlo k rozsáhlým úpravám pravidel.[12][13]

1922
- Prezidentem LIHG se stal Belgičan Paul Loicq.

1923
- Na kongresu bylo rozhodnuto, aby hokejový turnaj na Týdnu zimních sportů (1. ZOH) v Chamonix 1924 byl i mistrovstvím světa, ale mistrovství Evropy se bude konat zvlášť.
- Novým členem se stalo 10. března Španělsko.

1924
- Novými členy se od 24. ledna, stalo Rumunsko a Itálie a také bylo obnoveno členství Rakouska.
- Švédsko na protest proti nepřijetí Německa vystoupilo z LIHG.

1925
- Na kongresu byly stanoveny:
  - minimální a maximální rozměry hřiště 18x50m až 35,5x76m.
  - hrací doba byla stanovena na 3x15 minut s 10 minutovými přestávkami.
  - v obranné třetině, bylo umožněno zastavení tělem (bodyček).
  - počet náhradníků byl zvýšen na tři a náhradního brankáře, střídat se však smělo až po vyrozumění rozhodčího.

1926
- 11. ledna bylo obnoveno členství Německa a Švédska a novým členem se stalo Polsko.
  - Ve dvacátých letech bylo přijato ještě Maďarsko 24. ledna 1927 a 10. února 1928 Finsko.

1929
- Po mistrovství Evropy v Budapešti se direktoriát LIHG na svém zasedání rozhodl, že počínaje rokem 1930 se bude hokejové mistrovství světa konat v některé členské zemi LIHG ne jednou za čtyři roky, jako tomu bylo dosud, ale každoročně. Mistrovství Evropy bude součástí MS, pořadí ME se bude určovat z pořadí MS bez mimoevropských celků.[14]

1930
- První mistrovství světa mimo rámec ZOH skončilo díky přírodním podmínkám částečným organizačním neúspěchem. Turnaj se musel stěhovat z přírodního ledu v Chamonix do měst s umělým ledem Berlína a Vídně.
- Novým členem od 26. ledna Japonsko, první z asijského kontinentu.

Během třicátých byli přijati další členové: Lotyšsko (22. 2. 1931), Newfoundland (1933), Nizozemsko a Norsko (20. 1. 1935), Estonsko (17. 2. 1935), Austrálie (11. 2. 1938), Litva (19. 2. 1938), Jugoslávie (1939) a zatím jediný zástupce z afrického kontinentu Jihoafrická republika (25. 2. 1937).
- Změna pravidel: kotouč se může v obranném pásmu přihrávat dopředu.

1932
- Zimní olympijské hry v Lake Placid se kvůli globální finanční krizi zúčastnily jen dvě evropské země. Mistrovství Evropy se naposledy konalo odděleně od mistrovství světa.

1933
- Kanada přišla poprvé na mistrovství světa o svoji neporazitelnost a ztratila mistrovský titul. Mistrem světa se staly Spojené státy.
- Změna pravidel: dopředu se smí přihrávat ve všech třetinách.

1936
- Rekordní počet 15 účastníků na olympijských hrách 1936. Hokejový turnaj senzačně vyhrála Velká Británie.
- Bylo rozhodnuto, že aby byl turnaj považován za MS, musí se jej zúčastnit aspoň jedna mimoevropská země.
- Změna pravidel: dovoleno přihrávat i přes třetinové čáry, z jednoho pásma do druhého.

1939
- Druhá světová válka způsobila zrušení mistrovství v letech 1940 – 1946.

1946
- 27. 4. se konal po sedmi letech kongres LIHG v Bruselu.
- Japonsko a Německo bylo vyloučeno.
- Bylo ukončeno členství, Sovětským svazem v roce 1940 anektovaných pobaltských států – Estonska, Lotyšska a Litvy.
- Bylo obnoveno členství Rakouska, které bylo zrušeno v roce 1939 po připojení země k Německu.
- Novým členem Dánsko.
- Angličtina se stala druhým úředním jazykem federace, začala se také používat zkratka IIHF.
- Bylo zavedeno rotující předsednictví mezi Evropou a Severní Amerikou.
- V říjnu se Velká Británie vzdala pořadatelství MS, pořadatelství převzalo Československo.[15]

- Změna pravidel:
  - hrací doba prodloužena na 3x20 minut.
  - bylo dovoleno přihrávat do poloviny hřiště.
  - bod pro vhazování byl vyznačen v kruhu o poloměru 3m, hřiště bylo rozděleno pět čárami - půlící, dvěma třetinovými a dvěma brankovými.
  - brankoviště bylo vyznačeno obdélníkem a rozměr branky stanoven na 183x122cm.
  - rejstřík trestů: minutové, dvouminutové, tříminutové, pětiminutové a desetiminutové, byl zredukovám na menší trest (2 min.), větší trest (5 min.), a 10 min. za hrubé chování.
  - zavedeno trestné střílení.
  - bodyček byl povolen v obranné polovině hřiště.
  - mužstvo bylo rozšířeno na 12 hráčů.

1947
- Na kongresu konaném v Praze při MS, rezignoval po 25 letech vládnutí Paul Loicq, nástupcem se stal Dr. Fritz Kraatz.
- Mistrem světa se stalo Československo, první země, jejíž hráči se neučili hrát hokej na americkém kontinentě a také první země, která vyhrála domácí mistrovství světa.

1948
- Na Zimní olympijské hry ve Svatém Mořici vyslaly USA dvě reprezentační mužstva. Jedno tvořili hráči vyslaní AHAUS (Amateur Hockey Association of United States), která byla členem tehdejší LIHG. Druhý tým sestavila AAU (Amateur Athletic Union). Americký hokej nakonec reprezentoval výběr AHAUS. Po turnaji byly jeho výsledky anulovány, zařazeny byly pouze do tabulky souběžného mistrovství světa.[16]

- Mužstvo bylo rozšířeno na 15 hráčů - bylo možné střídat celé řady, a to kdykoli, i při hře.

1951
- 10. března, bylo obnoveno členství Německa a Japonska.

1952
- 1. dubna, přijetí Sovětského svazu.

1954
- Vítězem Mistrovství světa ve Stockholmu se stal senzačně při svém prvním startu Sovětský svaz.
- 9. června, byla přijata jako 25. člen NDR.

1957
- V důsledku invaze sovětských vojsk do Maďarska bojkotovaly "západní" země Mistrovství světa v Moskvě.
- 10. července, přijata Čína.
- Prezidentem se stal Američan Walter Brown a došlo k přejmenování na International Ice Hockey Federation (IIHF).

1960
- Od 25. července, jsou novými členy Bulharsko a Korejská republika.

1961
- Zavedeny výkonnostní skupiny na MS.

1962
- MS bylo opět narušeno politickou událostí. V důsledku stavby Berlínské zdi Američané odmítli udělit víza reprezentantům NDR. SSSR, Československo a Rumunsko ze solidarity bojkotovalo MS.[17]

1963
- 8. srpna, přijetí KLDR.

1966
- Zavedena klubová soutěž Pohár mistrů evropských zemí po vzoru PMEZ z kopané.

1968
- Zavedení juniorského mistrovství Evropy.

1969
- Československo se vzdalo pořadatelství Mistrovství světa 1969, které převzalo Švédsko.

1970
- Zatím největší roztržka mezi IIHF a Kanadou. Kanada se vzdala pořadatelství Mistrovství světa 1970 a až do roku 1977 bojkotovala veškeré akce pořádané IIHF.[18][19]

1972
- Rozdělení olympijského turnaje a mistrovství světa.

1975
- Zvolení Günthera Sabetzkeho na kongresu v Gstaadu předsedou IIHF.
- Kongres odhlasoval pořádání otevřených mistrovství světa od roku 1976.
- Kanaďané se zavázali účastnit pravidelně MS.
- Kanada a USA se vzdaly pořádání mistrovství světa.
- Byl vytvořen Kanadský pohár (soutěž pořádána NHL v Kanadě každé čtyři roky za účasti Kanady, USA a čtyř nejlepších týmů z Evropy).
- Místo francouzštiny se stala němčina, druhým úředním jazykem po angličtině.
- Zrušeno pravidelné tříleté období předsedů evropského a kontinentálního výboru.[20][21]

1977
- Zavedení mistrovství světa juniorů.
- Návrat Kanady na mistrovství světa.

1980
- Mistrovství světa se přestalo konat v olympijském roce.

1988
- První olympijský turnaj, jehož se mohli zúčastnit také hokejisté z NHL.

1990
- Zavedeno mistrovství světa žen.

1991
- Zrušeno mistrovství Evropy.

1992
- Na turnajích mistrovství světa a olympijském turnaji zavedeno playoff.
- Počet účastníků MS byl rozšířen z osmi na dvanáct.
- Mistrovství světa se opět začalo konat i v olympijském roce.

1994
- Novým předsedou IIHF zvolen Švýcar René Fasel.

1997
- Založení Síně slávy IIHF.

1998
- V době konání olympijského turnaje, NHL přerušila soutěž, aby se soutěže mohli zúčastnit nejlepší světoví hráči.
- Na mistrovství světa rozšířen počet účastníků z dvanácti na šestnáct.

2006
- Švédové jako první v historii vyhráli v jednom roce olympijský turnaj a mistrovství světa.

2008
- Mistrovství světa se poprvé konalo v kolébce hokeje, Kanadě.
- Založen Victoria cup.

### Růst počtu členů na konci 20. století
Počet členských zemí během 80. a 90. let neustále rostl, hlavním důvodem nárůstu byla snaha rozšíření hokeje v celosvětovém měřítku, ale také politické události: rozpad Sovětského svazu a Jugoslávie a rozdělení Československa. Členství po Sovětském svazu bylo převedeno na Rusko, obnoveno členství bylo Lotyšsku (1992), Litvě (1992) a Estonsku (1992) a novými členy se staly – Ukrajina (1992), Bělorusko (1992), Ázerbájdžán (1992) a Kazachstán (1992). Členství po Jugoslávii bylo převedeno na Srbsko a novými členy se stalo Chorvatsko (1992) a Slovinsko (1992), totéž platí i o Slovensku (1993). Členství po Československu bylo převedeno na Českou republiku. Později se členy federace staly také další nově vzniklé republiky – Makedonie a Bosna a Hercegovina v roce 2001, z postsovětských republik Arménie (členství později pozastaveno), Moldávie (2008), Gruzie (2009) a prozatím poslední Kyrgyzstán v roce 2011.
Noví členové, kteří přistoupili k IIHF v průběhu posledních 35 let v důsledku globální expanze – z Evropy: Řecko (1978), Island (1992), Andorra (1995), Irsko (1997) a Moldavsko (2008), z Latinské Ameriky: Brazílie (1984), Mexiko (1985) a Argentina (1998), z Blízkého východu: Kuvajt (1986), Izrael (1991), Turecko (1991) a Spojené arabské emiráty (2001), stejně jako z dálného východu a Oceánie: Nový Zéland (1977), Tchaj-wan (1983), Hongkong (1983), Thajsko (1989), Indie (1989), Singapur (1996), Macao (2005) a Malajsie (2006) a z Afriky: Namibie (1998) a Maroko (2010). Nejnovějšími členy se staly v roce 2012 Jamajka a Katar, v roce 2014 Omán, v roce 2015 Turkmenistán a v roce 2016 Filipíny, Indonésie a Nepál. V roce 2019 došlo k největšímu rozšíření od roku 1992, když byly přijaty Kolumbie, Alžírsko, Libanon, Írán a Uzbekistán.

## Prezidenti
| Jméno                 | Roky       |
| --------------------- | ---------- |
| Louis Magnus          | 1908–1912  |
| Adrien van den Bulcke | 1912–1914  |
| Peter Patton          | 1914       |
| Louis Magnus          | 1914       |
| Adrien van den Bulcke | 1914–1920  |
| Max Sillig            | 1920–1922  |
| Paul Loicq            | 1922–1947  |
| Fritz Kraatz          | 1947–1948  |
| George Hardy          | 1948–1951  |
| Fritz Kraatz          | 1951–1954  |
| Walter Brown          | 1954–1957  |
| John Francis Ahearne  | 1957–1960  |
| Robert Lebel          | 1960–1963  |
| John Francis Ahearne  | 1963–1966  |
| William Thayer Tutt   | 1966–1969  |
| John Francis Ahearne  | 1969–1975  |
| Günther Sabetzki      | 1975–1994  |
| René Fasel            | 1994–2021  |
| Luc Tardif            | 2021–dosud |

## Členské země

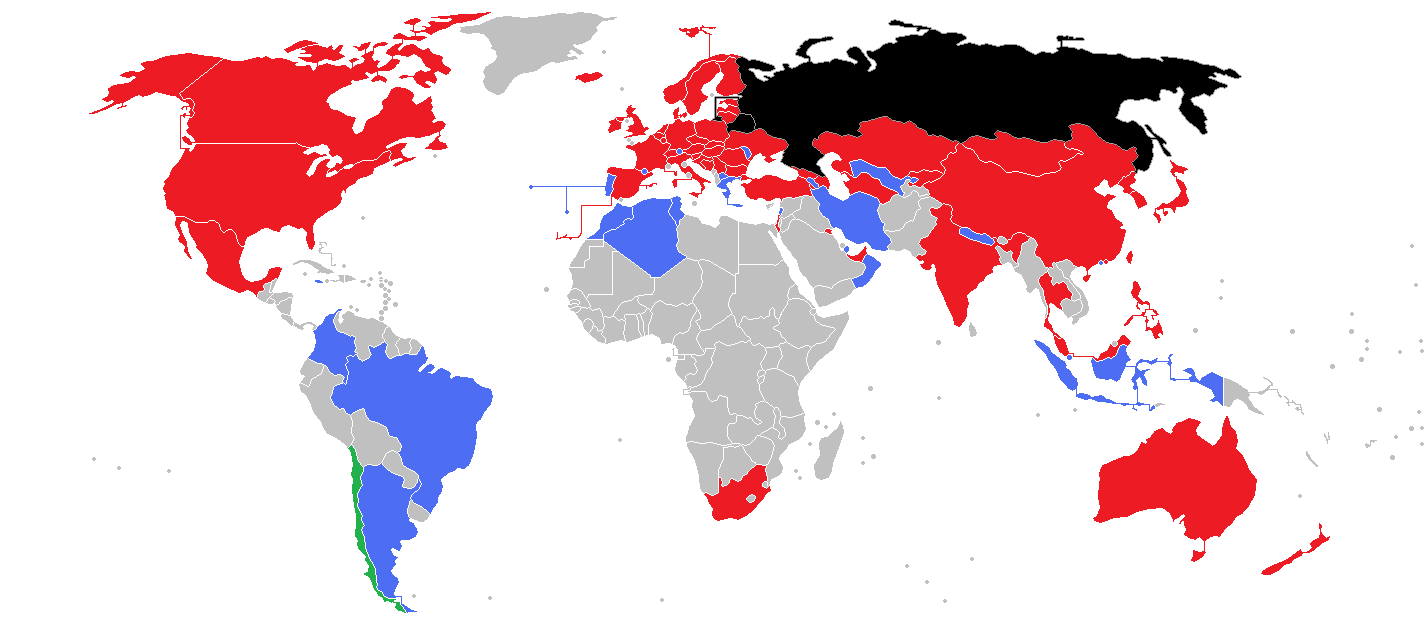
Současní členové IIHF:
Plné členství
Přidružení členové
Přidružení členové - inline hokej
Členství pozastaveno

### Plné členství
Plné členství v IIHF mohou získat pouze země, které mají svůj národní svaz ledního hokeje a účastní se mistrovství světa. Mají hlasovací právo ve valném shromáždění IIHF.
| Země                                                                                   | Svaz                                                 | Web | Přijetí |
| -------------------------------------------------------------------------------------- | ---------------------------------------------------- | --- | ------- |
| Austrálie                                                                              | Australská federace ledního hokeje                   | web | 1950    |
| Ázerbájdžán                                                                            | Ázerbájdžánská federace ledního hokeje               |     | 1992    |
| Belgie                                                                                 | Královská belgická hokejová federace                 | web | 1908    |
| Bělorusko vyloučení 2022-dosud                                                         | Федерация хоккея Республики Беларусь                 | web | 1992    |
| Bosna a Hercegovina                                                                    | Hokejaški savez Bosne i Hercegovine                  | web | 2001    |
| Bulharsko                                                                              | Bulharská federace ledního hokeje                    | web | 1963    |
| Česko - 1908 přijato České království - 1920–1992 členství převedeno na Československo | Český svaz ledního hokeje                            | web | 1908    |
| Čína                                                                                   | Čínský svaz ledního hokeje                           |     | 1963    |
| Dánsko                                                                                 | Danmarks Ishockey Union                              | web | 1946    |
| Estonsko členství zrušeno 1946–1992                                                    | Eesti Jäähoki Liit                                   | web | 1935    |
| Finsko                                                                                 | Finský svaz ledního hokeje                           | web | 1928    |
| Francie                                                                                | Fédération française de hockey sur glace             | web | 1908    |
| Gruzie                                                                                 | Georgian Ice Hockey Federation                       |     | 2009    |
| Hongkong                                                                               | Hong Kong Ice Hockey Association                     | web | 1983    |
| Chorvatsko                                                                             | Hrvatski savez hokeja na ledu                        | web | 1992    |
| Indie                                                                                  | Ice Hockey Association of India                      |     | 1987    |
| Irsko                                                                                  | Irish Ice Hockey Association                         | web | 1996    |
| Island                                                                                 | Íshokkísamband Íslands                               | web | 1992    |
| Itálie                                                                                 | Federazione Italiana Sport Ghiaccio                  | web | 1924    |
| Izrael                                                                                 | Ice Hockey Federation of Israel                      | web | 1990    |
| Japonsko vyloučení 1946–1951                                                           | Japan Ice Hockey Federation                          | web | 1930    |
| Jižní Afrika členství pozastaveno 1978–1991                                            | South African Ice Hockey Association                 | web | 1937    |
| Kanada                                                                                 | Hockey Canada                                        | web | 1920    |
| Katar                                                                                  | Qatar Ice Hockey Federation                          |     | 2012    |
| Kazachstán                                                                             | Kazakhstan Ice Hockey Federation                     |     | 1992    |
| Severní Korea                                                                          | Ice Hockey Association of the DPR Korea              |     | 1964    |
| Jižní Korea                                                                            | Korea Ice Hockey Association                         | web | 1963    |
| Litva členství zrušeno 1946–1992                                                       | Lietuvos ledo ritulio federacija                     | web | 1938    |
| Lotyšsko členství zrušeno 1946–1992                                                    | Latvijas Hokeja Federācija                           | web | 1931    |
| Lucembursko                                                                            | Fédération Luxembourgeoise de Hockey sur Glace       | web | 1912    |
| Maďarsko                                                                               | Magyar Jégkorong Szövetség                           | web | 1927    |
| Mexiko                                                                                 | Federacion Deportiva de Mexico de Hockey sobre Hielo |     | 1985    |
| Mongolsko                                                                              | Mongolian Ice Hockey Federation                      |     | 1999    |
| Německo vyloučení 1920–1926, 1946–1951                                                 | Deutscher Eishockey-Bund                             | web | 1909    |
| Nizozemsko                                                                             | Nederlandse Ijshockey Bond                           | web | 1935    |
| Norsko                                                                                 | Norges Ishockeyforbund                               | web | 1935    |
| Nový Zéland                                                                            | New Zealand Ice Hockey Federation                    | web | 1977    |
| Polsko                                                                                 | Polski zwiazek hokeja na lodzie                      | web | 1926    |
| Rakousko vyloučení 1920–1924, členství zrušeno 1939–1946                               | Österreichischer Eishockeyverband                    | web | 1912    |
| Rumunsko                                                                               | Federatia Romana de Hochei pe Gheata                 | web | 1924    |
| Rusko členství 1952–1992 SSSR vyloučení 2022–dosud                                     | Федерация Хоккея России                              | web | 1952    |
| Slovensko                                                                              | Slovenský svaz ledního hokeje                        | web | 1993    |
| Slovinsko                                                                              | Hokejska zveza Slovenije                             | web | 1992    |
| Srbsko členství 1939–2003 Jugoslávie, 2003–2006 Srbsko a Černá Hora                    | Serbian Ice Hockey Association                       | web | 1939    |
| Španělsko                                                                              | Federación Española de Deportes de Hielo             | web | 1923    |
| Švédsko vystoupení 1924–1926                                                           | Svenska Ishockeyförbundet                            | web | 1912    |
| Švýcarsko                                                                              | Schweizerischer Eishockeyverband                     | web | 1908    |
| Tchaj-wan                                                                              | Chinese Taipei Ice Hockey Federation                 | web | 1983    |
| Thajsko                                                                                | Ice Hockey Association of Thailand                   | web | 1987    |
| Turecko                                                                                | Türkiye Buz Hokeyi Federasyonu                       | web | 1991    |
| Ukrajina                                                                               | Федерація хокею України                              | web | 1992    |
| USA vystoupení 1928–1930                                                               | USA Hockey                                           | web | 1920    |
| Spojené království                                                                     | Ice Hockey UK                                        | web | 1908    |

### Přidružení členové
Přidružení členové jsou členy IIHF, kteří nemají žádný samostatný národní hokejový svaz nebo se neúčastní mistrovství světa. Ve valném shromáždění IIHF nemají hlasovací právo.
| Země                              | Svaz                                                  | Web                                              | Přijetí |
| --------------------------------- | ----------------------------------------------------- | ------------------------------------------------ | ------- |
| Andorra                           | Federació Andorrana d'Esports de Gel                  | web                                              | 1995    |
| Argentina                         | Asociación Argentina de Hockey sobre Hielo y En Línea | web                                              | 1998    |
| Arménie                           | Ice Hockey Federation of Armenia                      | web Archivováno 23. 9. 2009 na Wayback Machine.  | 1999    |
| Brazílie                          | Confederação Brasileira de Hóquei no Gelo             | web[nedostupný zdroj]                            | 1984    |
| Filipíny                          | Federation of Hockey League in the Philippines        |                                                  | 2016    |
| Indonésie                         | Federasi Hoki Es Indonesia                            |                                                  | 2016    |
| Jamajka                           | Jamaican Olympic Ice Hockey Federation                |                                                  | 2012    |
| Kuvajt členství zrušeno 1992–2009 | Ice Hockey Federation of Kuvajt                       |                                                  | 1985    |
| Kyrgyzstán                        | Ice Hockey Federation of the Kyrgyz Republic          |                                                  | 2011    |
| Lichtenštejnsko                   | Liechtensteiner Eishockey und In-Line Verband         | web Archivováno 24. 10. 2005 na Wayback Machine. | 2001    |
| Macao                             | Praca De Luis De Camoes                               |                                                  | 2005    |
| Makedonie                         | SSFM Macedonian Ice Hockey Federation                 |                                                  | 2001    |
| Malajsie                          | Malaysia Ice Hockey Association                       |                                                  | 2006    |
| Maroko                            | Royal Moroccan Ice Hockey Federation                  |                                                  | 2010    |
| Moldavsko                         | Federatţia naţională de hocheipe gheaţă din R. M.     |                                                  | 2008    |
| Nepál                             | Nepal Ice Hockey Association                          |                                                  | 2016    |
| Omán                              | Oman Ice Sports Committee                             | web                                              | 2014    |
| Portugalsko                       | Federacao Portugesa de Desportos No Gelo              | web                                              | 1999    |
| Řecko                             | Hellenic Ice Sports Federation                        | web                                              | 1987    |
| Singapur                          | Singapore Ice Hockey Association                      | web                                              | 1996    |
| Spojené arabské emiráty           | United Arab Emirates Ice Hockey Association           | web                                              | 2001    |
| Turkmenistán                      | Národní centrum Turkmenistánu pro zimní sporty        |                                                  | 2015    |

### Přidružení členové Inline hokej
Účastní se soutěží pouze v inline hokeji. Ve valném shromáždění IIHF nemají hlasovací právo.
| Země    | Svaz                                              | Web | Přijetí |
| ------- | ------------------------------------------------- | --- | ------- |
| Chile   | Asociacion Nacional de Hockey en Hielo y en Linea |     | 2000    |
| Namibie | Namibia Ice and InLine Hockey Association         | web | 1998    |

### Bývalí členové
| Země             | Svaz                              | Přijetí | Vystoupení |
| ---------------- | --------------------------------- | ------- | ---------- |
| Newfoundland     |                                   | 1933    | 1936       |
| Východní Německo | Deutscher Eislauf-Verband der DDR | 1954    | 1990       |

- v letech 1911 – 1920 byl členem LIHG klub Oxford Canadiens.[25]

## Soutěže pořádané IIHF

### Soutěže národních týmů
- Lední hokej na olympijských hrách
- Mistrovství světa
- Mistrovství světa do 20 let
- Mistrovství světa do 18 let
- Mistrovství světa ženy
- Mistrovství světa ženy do 18 let
- Mistrovství světa v inline hokeji

### Klubové soutěže
- Hokejová liga mistrů
- Evropský ženský Champions Cup
- Kontinentální pohár
- Victoria Cup

### Zaniklé soutěže
- Mistrovství Evropy 1910 – 1991
- Mistrovství Evropy v ledním hokeji do 19 let 1968 – 1976
- Mistrovství Evropy v ledním hokeji do 18 let 1977 – 1998
- Mistrovství Evropy v ledním hokeji žen 1989 – 1996
- Pohár mistrů evropských zemí 1966 – 1996
- Pohár federace 1995-1996
- Evropská hokejová liga 1997-2000
- IIHF Superpohár 1997-2000
- Super six 2005-2008

### Ocenění
- Síň slávy IIHF 1997 -